# السلام الآن
السلام الآن (بالعبرية: שלום עכשיו، شالوم أخشاڤ) هي منظمة غير حكومية احتجاجية يسارية داخل إسرائيل هدفها إقناع الشعب الإسرائيلي وحكومته بأن احتلال الأراضي الفلسطينية غير مقبول بأي صورة، وتركز بالمقام الأول على الدعوة إلى حل الدولتين للصراع الإسرائيلي الفلسطيني.

## الأهداف
- دولتان لشعبين - إسرائيل وفلسطين
- دولة فلسطينية إلى جانب دولة إسرائيل، على أساس حدود حزيران / يونيو 1967 مع تبادل للأراضي يتفق عليه الطرفان
- القدس - في وثيقة رسمية من عام 1982، دعت حركة «السلام الآن» إلى أن تكون القدس غير مقسمة عاصمة لإسرائيل. ومنذ ذلك الحين، حولت الحركة موقفها إلى عاصمتين لدولتين - وهو حل قائم على التقسيمات الديموغرافية باتفاق خاص للمدينة القديمة.
- السلام مع سوريا - اتفاقية سلام مبنية على حدود آمنة ومعترف بها وتنظيم العلاقات بين البلدين هي القضية الاستراتيجية الأساسية لشعبي إسرائيل وسوريا.
- إن بدء المفاوضات مع سوريا هو بوابة للمفاوضات مع لبنان وسيساعد في خلق مزاج دولي جديد في المنطقة.
- تعتبر حركة «السلام الآن» المستوطنات تهديدًا لوجود إسرائيل كدولة ديمقراطية ويهودية.
- تعتبر «السلام الآن» المستوطنات بمثابة عقبة رئيسية أمام أي اتفاق سلام مستقبلي.
- تنظر حركة «السلام الآن» إلى المستوطنات على أنها عنصر يضر بدولة إسرائيل على عدة جبهات: أمنية واقتصادية وأخلاقية وثقافية.
- تعتبر حركة «السلام الآن» المستوطنات ضارة بمكانة إسرائيل في المجتمع الدولي.[6]

## المرجع
- السلام الآن